# Potočnik
Potočnik [potóčnik] je sedmi najbolj pogost priimek v Sloveniji, katerega je na dan 1. januarja 2010 uporabljalo 4.759 oseb.

## Znani nosilci priimka
- Aleksander Potočnik (*1956), matematik, pedagog
- Aleksander Jankovič Potočnik (*1961), ilustrator, animator, publicist, grafični oblikovalec
- Alenka Potočnik Anžič, košarkarica
- Alojzij Potočnik (1876—1954), učitelj in lokalni zgodovinar (domoznanec)
- Alojzij Potočnik (*1951), ekonomist, planer in politik
- Anton Potočnik (*1984), fizik
- Blaž Potočnik (1799—1872), duhovnik, pesnik, skladatelj, nabožni pisec
- Bojan Potočnik (*1954), polkovnik SV, policist, vojaški in letalski ataše
- Borut Potočnik (*1969), hokejist
- Branka Potočnik Krajnik, zborovodkinja, glasbena pedagoginja
- Ciril Potočnik (1894—1950), profesor teologije, publicist
- Darja Potočnik Benčič, farmacevtka, predsednica Lekarniške zbornice Slovenije
- Dragan Potočnik (*1959), zgodovinar, univ. profesor, pesnik, pisatelj, svetovni popotnik, religiolog?
- Drago Potočnik (1904—1962), ekonomist, gospodarski publicist
- Ervin Potočnik (*1957), kipar in slikar
- Fran Potočnik (1811—1892), inženir, stavbenik
- Franjo Potočnik (1927—1997), operni režiser
- Franc Potočnik (1903—1984), pomorski častnik, aktivist OF in publicist
- Franc Potočnik (1937—2019), elektroenergetik, direktor EIMV
- Franc Potočnik (1955—2005), inženir kmetijstva, kmet in politik
- Goran Potočnik Černe, literarni kritik
- Gorazd Potočnik, kuhar
- Gregor Potočnik (*1992), rokometaš
- Herman Potočnik - Noordung (1892—1929), raketni inženir, avstrijski častnik, pionir vesoljske tehnike, publicist
- Hubert Potočnik, biolog, ekolog gozdnih živali
- Igor Potočnik (stomatolog), stomatolog, specialist za endodontijo
- Igor Potočnik, veteran (drug=? speleolog, vzd.Vepr/Lakotnik)
- Irma Potočnik Slavič (*1971), geografinja, univ. profesorica
- Iztok Potočnik, zdravnik onkolog
- Janez Potočnik (*1958), ekonomist, univ. profesor, evropski komisar ...
- Janez Potočnik (1749—1834), baročni slikar
- Janez Potočnik (1892—1983), slikar in učitelj likovne vzgoje
- Janko Potočnik (1931–2018), gozdar
- Janko Potočnik, baritonist
- Jožef Potočnik (1753—1808), pravnik in ljubljanski župan
- Jure Potočnik (*1949), veslač
- Lucija Potočnik (*1991), učiteljica razrednega pouka, udeleženka lepotnih tekmovanj
- Marjan Potočnik (*1949), cerkveni orglavec in pedagog
- Marjan Potočnik (*1977), kapucin, duhovnik
- Matej Potočnik, kamnosek (deloval 1656 ~ 1706)
- Matko Potočnik (1872—1967), zgodovinar
- Miha Potočnik (1907—1995), sodnik, alpinist, planinski delavec
- Milan Potočnik (1936—2004), skladatelj in pianist
- Mitja Potočnik, zgodovinar, muzealec
- Peter Potočnik (*1944), kulturni novinar, literat
- Pia Potočnik, veslačica
- Primož Potočnik (*1969), strojnik, sinergetik
- Primož Potočnik (*1971), matematik, preds, DMFA
- Robert Potočnik, likovni pedagog, didaktik (doc. PEF)
- Staš Potočnik (1935—2022), televizijski režiser
- Štef(an) Potočnik (1944—1990), slikar, grafik
- Tanja Potočnik (*1977), igralka in plesalka
- Terezija Potočnik, operna pevka (Mb)
- Tina Potočnik Vrhovnik (*1988), igralka
- Tit Potočnik, pravnik
- Tomaž Potočnik, klasični filolog, prevajalec
- Tone Potočnik (*1951), orglavec, zborovodja, glasbeni pedagog, strokovnjak za gregorijanski koral
- Uroš Potočnik (več oseb)
- Vekoslav Potočnik (*1936), ekonomist, univ. profesor
- Veronika Vesel Potočnik (*1987), slikarka
- Vika Potočnik (*1957), političarka, nekdanja ljubljanska županja
- Viljem Potočnik, potopisec (Daljni vzhod, 1872)
- Vinko Potočnik (*1947), teolog, psiholog in sociolog religije, prof. TEOF
- Vladimir Potočnik (1943—2022), slikar